# اختبار نهائي

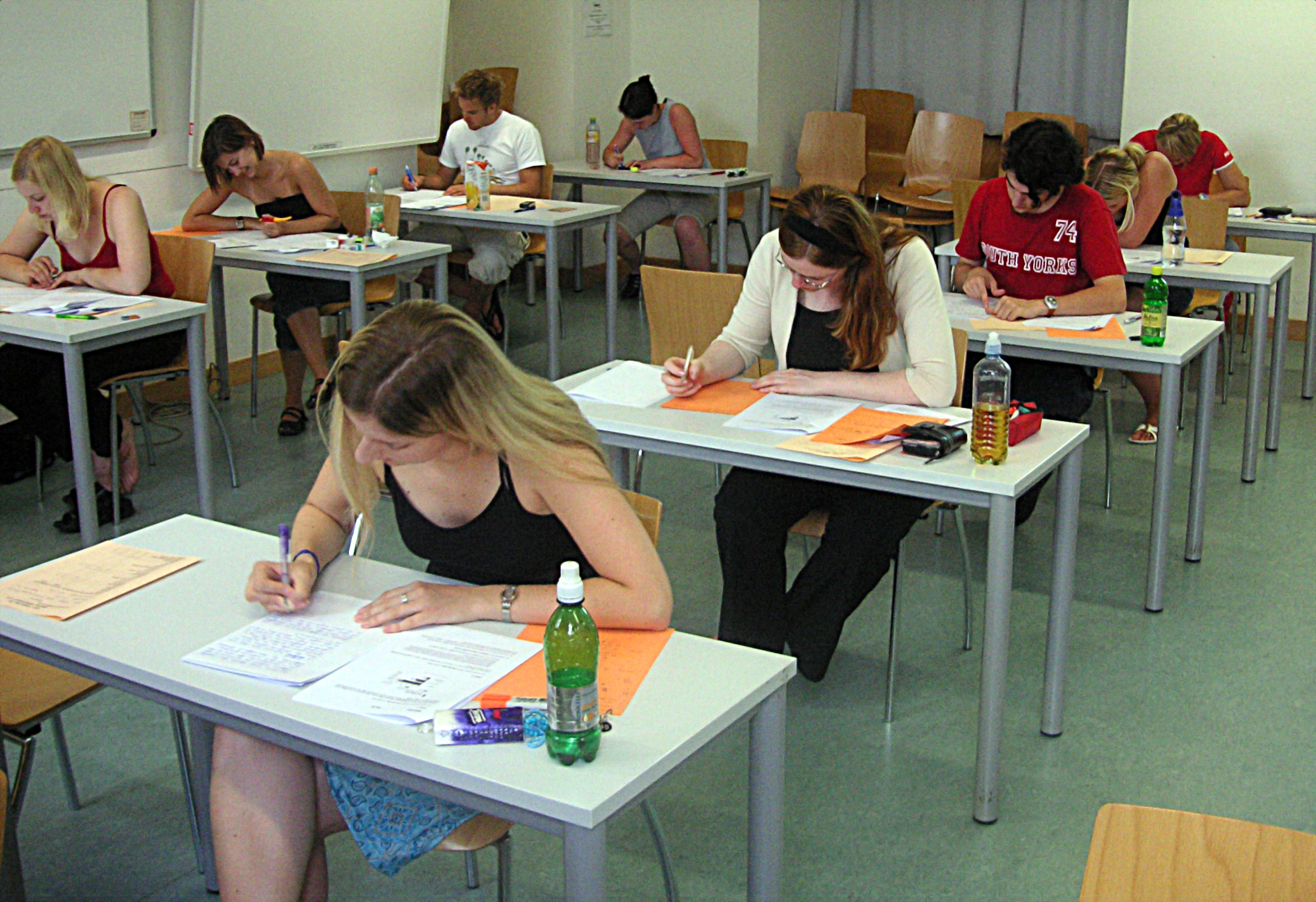
الطلاب الذين يخضعون لامتحان نهائي في جامعة فيينا

الاختبار النهائي أو السنوي أو الاختبار النهائي أو المقابلة النهائية ، أو ببساطة نهائي ، هو اختبار يقدم للطلاب في اخر العام الدراسي أو التدريبي. وعلى الرغم من أنه يمكن استخدام العبارة في سياق التدريب البدني، إلا أنه عامة ما يحدث في اغلب العالم الأكاديمي. حيث تقوم معظم المنظمات التعليمية المدارس الثانوية والكليات والجامعات وكوادرها باختبارات نهائية في نهاية الفصل الدراسي، وغالبا مايكون الاختبار النهائي مكون من ربع أو نصف علامة  أو أكثر وغالبا في نهاية الدورة تكون علامة كاملة.

## الغرض المعزول والممارسة الشائعة
الهدف من الاختبار هو إجراء مراجعة نهائية للمواضيع المشمولة وتقييم معرفة كل الطلاب بالموضوع. فالاختبار النهائي هو مجرد نموذج عن «اختبار الوحدة». وكلاهما لهم نفس الهدف، نهائيات بكل بساطه. وليست كل الدورات أو المناهج تخضع لامتحان نهائي؛ يمكن للمعلم تعيين ورقة عمل أو مشروع نهائي في بعض الدورات. حيث يختلف تطبيق الاختبار النهائي أيضًا. قد يكون أكبر عامل - أو فقط - في درجة دورة الطالب؛ في بعض الحالات الأخرى، قد يكون له نفس نمط اختبار منتصف المدة، أو يكون إعفاء الطالب منه. ليس بالضرورة ان تكون جميع النهائيات تراكمية، ان البعض منها بكل سهولة يعطيي النتيجة المرجوة منذ الامتحان الاخير. على سبيل المثال، قد تغطي دورة علم الأحياء الدقيقة الفطريات والطفيليات في الاختبار النهائي فقط إذا كانت هذه هي سياسة المعلم، ولن يكن اختبار جميع المواد الأخرى المقدمة في الدورة في الاختبار النهائي.
قبل الامتحان بفترة غالبية الطلاب في الكومنولث لديهم أسبوع أو نحو ذلك من المراجعة بشكل مكثف والدراسة المعروفة باسم swotvac.
في المملكة المتحدة، تقوم اغلب الجامعات بمجموعة واحدة من «النهائيات» في نهاية دورة الشهادة بأكملها. في أستراليا، قد تختلف مدة الامتحان، حيث تحدد المدارس الثانوية عادةً أسبوعًا أو أسبوعين للاختبارات النهائية، ولكن المدة الجامعية - التي يطلق عليها أحيانًا مسمى«أسبوع الامتحانات» أو «الاختبارات» فقط - وقد تمتد إلى ثلاثة أسابيع كأقصى حد.
تختلف الممارسة اختلافا كبيرا في الولايات المتحدة.حيث تشكل «النهائيات» أو «فترة النهائيات» على المستوى الجامعي وتشكل أسبوعين أو ثلاثة أسابيع بعد نهاية الفصل الدراسي ولكن غالبا يتم إجراء الاختبارات في الأسبوع الأخير من الدراسة. تعين معظم المنظمات التعليمية «أسبوع المذاكرة» أو «فترة مذاكرة» بين نهاية التعليم وبداية الاختبارات النهائية، ولا يجوز في هذه الفترة إجراء أي اختبارات. حيث يعرف العديد من الطلاب ان فترة التي وضعتها المنظمات التعليمية في الأسبوع قبل النهائي على أنه «أسبوع ميت». وتتضمن اغلب الاختبارات النهائية مادة القراءة التي تم تخصيصها طوال الفصل الدراسي.
على الرغم من شيوعية الامتحانات النهائية في مؤسسات التعليم العالي الفرنسية، إلا أنها لا يتم إجراء الاختبارات النهائية غالبا في المدارس الثانوية الفرنسية. ورغم ذلك، فإن طلاب المدارس الثانوية الفرنسية الذين على امل من مواصلة دراستهم على المستوى الجامعي سيخوضون لاختبار وطني يعرف باسم البكالوريا.
في معظم الدول والمحليات التي يعقد فيها اختبارات موحدة، حيث ان من المعتاد أن تدير المدارس الاختبارات الوهمية مع تنسيقات تمثل الاختبار الحقيقي. غالبًا ما يُنظر إلى الطلاب من مدارس مختلفة وهم يتبادلون الأوراق الوهمية كوسيلة لإعداد الاختبار.

## النهائيات المنزلية
النهائي الذي يتم اختباره في المنزلة هو اختبار في نهاية الفصل الدراسي الذي عادة ما يكون طويلًا جدًا أو معقدًا بحيث لا يمكن إكماله في جلسة واحدة كنهائي داخل الفصل. وعادة ما يكون هناك موعد نهائي للانتهاء، مثلا في خلال أسبوع أو أسبوعين من نهاية الفصل الدراسي. حيث تختلف الاختبارات النهائية التي يتم أخذها في المنزل عن الاختبارات الورقية النهائية، والتي غالبًا ما تتضمن البحوث والنصوص الموسعة وعروض البيانات.

## الجدول
سوف تعمل المدارس غالبا وفقًا لجدول زمني معدّل للاختبارات النهائية لإتاحة للطلاب بمزيد من الوقت لإجراء اختباراتهم. ورغم ذلك، ليس هذا ضرورة كل حال بالنسبة للمنظمة. [بحاجة لمصدر]